# Bartholomeus (restaurant)
Pour les articles homonymes, voir Bartholomeus.
Bartholomeus est un restaurant situé à Heist, en Belgique, qui a reçu deux étoiles au Guide Michelin en 2014. Le chef est Bart Desmidt.

## Étoiles Michelin
- 2004
- 2014
- 2020 0[1]

## Gault et Millau
- 18/20